# Emden (cráter)
Emden es un cráter de impacto lunar que se encuentra en el hemisferio norte de la cara oculta de la Luna. El cráter se encuentra al noroeste del cráter de mayor tamaño Rowland, y al este-noreste de Tikhov.
|  |

Su estructura ha sido fuertemente dañada por impactos posteriores, dejando el brocal desgastado e irregular, con el interior parcialmente cubierto por otros cráteres. La mitad occidental del borde en particular está muy dañada, con casi todo el perímetro y la pared interior cubiertos por cráteres superpuestos. El más destacado de ellos es un cráter situado en la pared sur. La plataforma interior contiene un par de cráteres unidos en la parte occidental, y otro par de cráteres unidos entre sí al noreste. La zona más intacta del suelo está en el sureste, aunque incluso en este caso la superficie está picada por múltiples pequeños cráteres.
Lleva el nombre del astrónomo suizo Jacob Robert Emden (1862-1940).

## Cráteres satélite
Por convención estos elementos son identificados en los mapas lunares poniendo la letra en el lado del punto medio del cráter que está más cerca de Emden.
|       | \| Emden \| Coordenadas \| Diámetro \| \| ----- \| ------------------------------- \| -------- \| \| D \| 64°24′N 171°06′O / 64.4, -171.1 \| 47 km \| \| F \| 63°30′N 171°06′O / 63.5, -171.1 \| 20 km \| \| M \| 61°18′N 177°00′O / 61.3, -177.0 \| 25 km \| \| U \| 64°42′N 177°54′E / 64.7, 177.9 \| 38 km \| \| V \| 65°48′N 177°30′E / 65.8, 177.5 \| 35 km \| \| W \| 66°24′N 178°18′E / 66.4, 178.3 \| 25 km \| |          |
| Emden | Coordenadas | Diámetro |
| D     | 64°24′N 171°06′O / 64.4, -171.1 | 47 km    |
| F     | 63°30′N 171°06′O / 63.5, -171.1 | 20 km    |
| M     | 61°18′N 177°00′O / 61.3, -177.0 | 25 km    |
| U     | 64°42′N 177°54′E / 64.7, 177.9 | 38 km    |
| V     | 65°48′N 177°30′E / 65.8, 177.5 | 35 km    |
| W     | 66°24′N 178°18′E / 66.4, 178.3 | 25 km    |